# Curopos e Vale de Janeiro
Curopos e Vale de Janeiro (oficialmente: União das Freguesias de Curopos e Vale de Janeiro) é uma freguesia portuguesa do município de Vinhais, com 36,2 km² de área e 245 habitantes (censo de 2021). A sua densidade populacional é 6,8 hab./km².

## História
Foi criada aquando da reorganização administrativa de 2012/2013, resultando da agregação das antigas freguesias de Curopos e Vale de Janeiro.

## Demografia
A população registada nos censos foi:
| Distribuição da População por Grupos Etários | Distribuição da População por Grupos Etários | Distribuição da População por Grupos Etários | Distribuição da População por Grupos Etários | Distribuição da População por Grupos Etários | Distribuição da População por Grupos Etários |
| -------------------------------------------- | -------------------------------------------- | -------------------------------------------- | -------------------------------------------- | -------------------------------------------- | -------------------------------------------- |
| Antes da agregação                           |                                              |                                              |                                              |                                              |                                              |
| Ano                                          | 0-14 anos                                    | 15-24 anos                                   | 25-64 anos                                   | >= 65 anos                                   | Total                                        |
| 2001                                         | 38                                           | 58                                           | 181                                          | 154                                          | 431                                          |
| 2011                                         | 16                                           | 22                                           | 144                                          | 131                                          | 313                                          |
| Após a agregação                             |                                              |                                              |                                              |                                              |                                              |
| Ano                                          | 0-14 anos                                    | 15-24 anos                                   | 25-64 anos                                   | >= 65 anos                                   | Total                                        |
| 2021                                         | 12                                           | 12                                           | 108                                          | 113                                          | 245                                          |